# Tratado naval de Washington

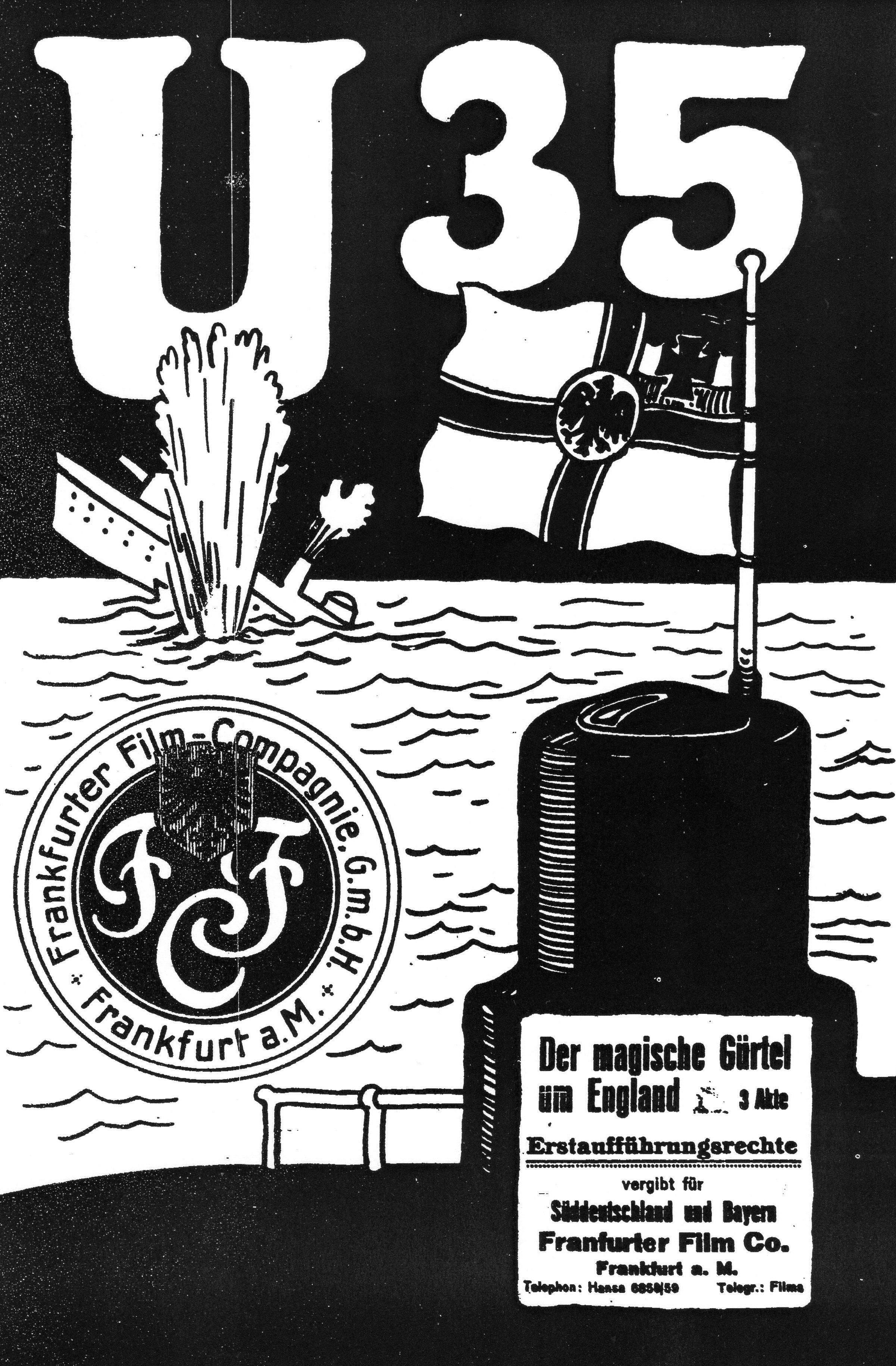
Póster publicitario de la Marina Imperial Alemana, con la caída del Imperio Alemán durante la Primera Guerra Mundial las armadas de países como Reino Unido, Estados Unidos y Japón se habían fortalecido e incluso aprovecharon el vacío de poder dejado por los alemanes para competir por la supremacía naval.

El Tratado Naval de Washington fue un intento de las potencias vencedoras de la Primera Guerra Mundial de evitar una carrera armamentista entre ellas que llevara a otra contienda. Suscrito en 1922, fue acordado en la Conferencia Naval de Washington.
Fue firmado por representantes de las potencias que resultaron vencedoras en la guerra (Imperio británico, Estados Unidos, Francia, Reino de Italia y el Imperio japonés) el 6 de febrero de 1922, así como por representantes de los dominios de la Commonwealth británica. En este tratado se estipulaba el tonelaje total de buques de guerra del que podría disponer cada país firmante, así como las características de los mismos. En esas fechas el Tratado de Versalles de 1919 había prohibido a Alemania poseer marina de guerra, Austria-Hungría había sido desmembrada y las naves de su flota de guerra habían sido entregadas al Reino de Italia o al joven Reino de Yugoslavia; por otro lado la antigua flota imperial de Rusia había desaparecido y la Armada Soviética estaba muy debilitada para ser invitada al Tratado.

## Acuerdos
Como en aquella época el buque de guerra más importante (el capital ship, en inglés) era el acorazado, se comenzó con definirlo. Se estipuló para el acorazado un desplazamiento de 35 000 toneladas inglesas o tons (1 ton = 1016 kg) y armamento principal compuesto por cañones de calibre no superior a 16 pulgadas (406 mm). La distribución inicial de acorazados que podrían tener las potencias era la siguiente:
- Imperio Británico: 22 buques con 580 000 tons
- Estados Unidos: 18 buques con 500 000 tons
- Imperio del Japón: 10 buques con 301 000 tons
- Francia: 10 buques con 221 000 tons
- Reino de Italia: 10 buques con 183 000 tons

Asimismo, se establecían unas vacaciones navales durante las cuales no se podrían construir nuevos buques. Estas vacaciones duraban hasta 1927 para Francia y el  Reino de Italia (considerados los países con flotas más débiles), y hasta 1931 para el resto de los firmantes. Al término de las "vacaciones", las marinas de las potencias quedarían configuradas de la siguiente forma:
- Imperio Británico: 15 buques con 525 000 tons
- Estados Unidos: 15 buques con 525 000 tons
- Imperio del Japón: 9 buques con 315 000 tons
- Francia: x buques con 175 000 tons
- Reino de Italia: x buques con 175 000 tons

| Limitación del Tonelaje |                                              |                                              |
| Nación                  | Acorazados                                   | Portaviones                                  |
| Imperio Británico       | 525,000 Toneladas largas (533,000 toneladas) | 135,000 Toneladas largas (137,000 toneladas) |
| Estados Unidos          | 525,000 Toneladas largas (533,000 toneladas) | 135,000 Toneladas largas (137,000 toneladas) |
| Imperio Japonés         | 315,000 Toneladas largas (320,000 toneladas) | 81,000 Toneladas largas (82,000 toneladas)   |
| Francia                 | 175,000 Toneladas largas (178,000 toneladas) | 60,000 Toneladas largas (61,000 toneladas)   |
| Reino de Italia         | 175,000 Toneladas largas (178,000 toneladas) | 60,000 Toneladas largas (61,000 toneladas)   |

Con respecto a los portaaviones, aún en una fase temprana de su desarrollo, se determinaron las siguientes características:
desplazamiento no superior a las 27 000 tons, y cañones de calibre inferior a 8 pulgadas (203 mm). Dado que algunas unidades navales excedían las cantidades impuestas por el tratado, se optó por convertirlas en portaaviones antes que destruirlas. Así, Estados Unidos reconvirtió 2 cruceros de batalla en portaaviones (el USS Lexington y el USS Saratoga, la Royal Navy hizo lo propio con el HMS Glorious, el HMS Courageous y el HMS Furious; lo mismo realizó el Japón con el Akagi y el Kaga, aunque este último derivaba de un acorazado de la clase Tosa). Lo curioso del acuerdo es que no se pusieron límites al arma principal de los portaaviones, esto es, los propios aviones, pudiendo embarcarse en las naves todos los que cupieran.
En cuanto a los cruceros, se definió que tanto los ligeros como los pesados, debían tener un desplazamiento estándar máximo no superior a 10 000 toneladas; en el caso de los primeros, el armamento, debía ser como máximo de 6,1 pulgadas (155 mm) y en el de los segundos de 8 pulgadas (203 mm).

## Resultados

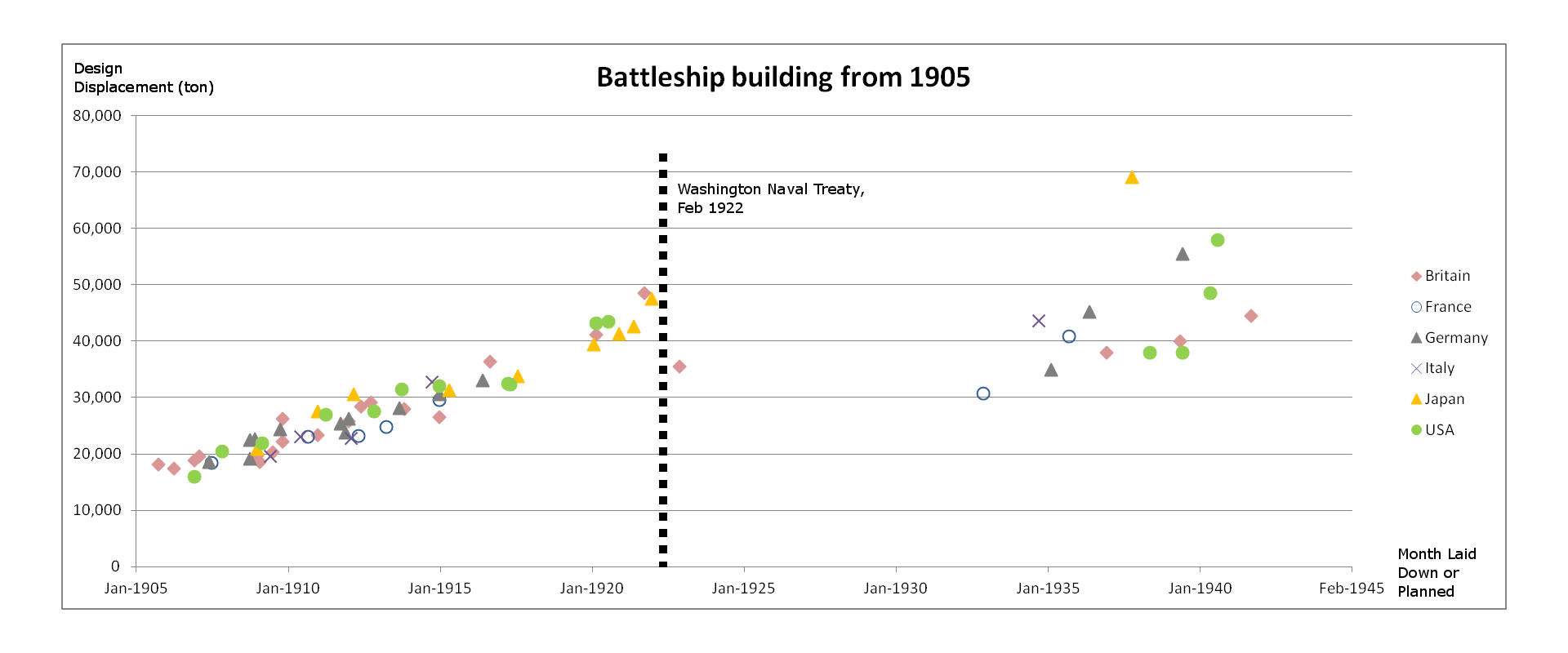
El tratado detuvo la continua tendencia al alza del tamaño del acorazado y detuvo la construcción completamente por más de una década.

Los firmantes del tratado renovaron los acuerdos  en el Tratado Naval de Londres de abril de 1930, donde se pactó límites a la artillería a bordo de las naves, diferenciando entre cruceros "pesados" y "ligeros" según el calibre de sus cañones. En este Tratado se dispuso una limitación para los "cruceros pesados" (con calibre máximo de 203 mm), mientras se reguló a los submarinos como iguales a las naves de superficie.
No obstante, el Tratado de Washington sufrió un primer revés en 1934 cuando el gobierno de Japón anunció que no renovaría su adhesión a los términos del Tratado, lo cual estaba previsto realizar en el Segundo Tratado Naval de Londres a suscribirse en 1936. Así, Japón aplicó los término del Tratado naval de Washington sólo hasta 1936, rechazando nuevas limitaciones a la construcción de naves de guerra, al considerar que el Tratado impedía que la Armada Imperial Japonesa, que entonces era la tercera flota de guerra más grande del planeta, creciera al mismo ritmo que la Royal Navy británica y  la Armada de los Estados Unidos, justo en esos momentos  estaba comenzando la segunda guerra sino-japonesa.